# Skånings-Åsaka distrikt
Skånings-Åsaka distrikt är ett distrikt i Skara kommun och Västra Götalands län. 
Distriktet ligger nordost om Skara. 

## Tidigare administrativ tillhörighet
Distriktet inrättades 2016 och utgörs av socknen Skånings-Åsaka i Skara kommun.
Området motsvarar den omfattning Skånings-Åsaka församling hade vid årsskiftet 1999/2000.